# رماد

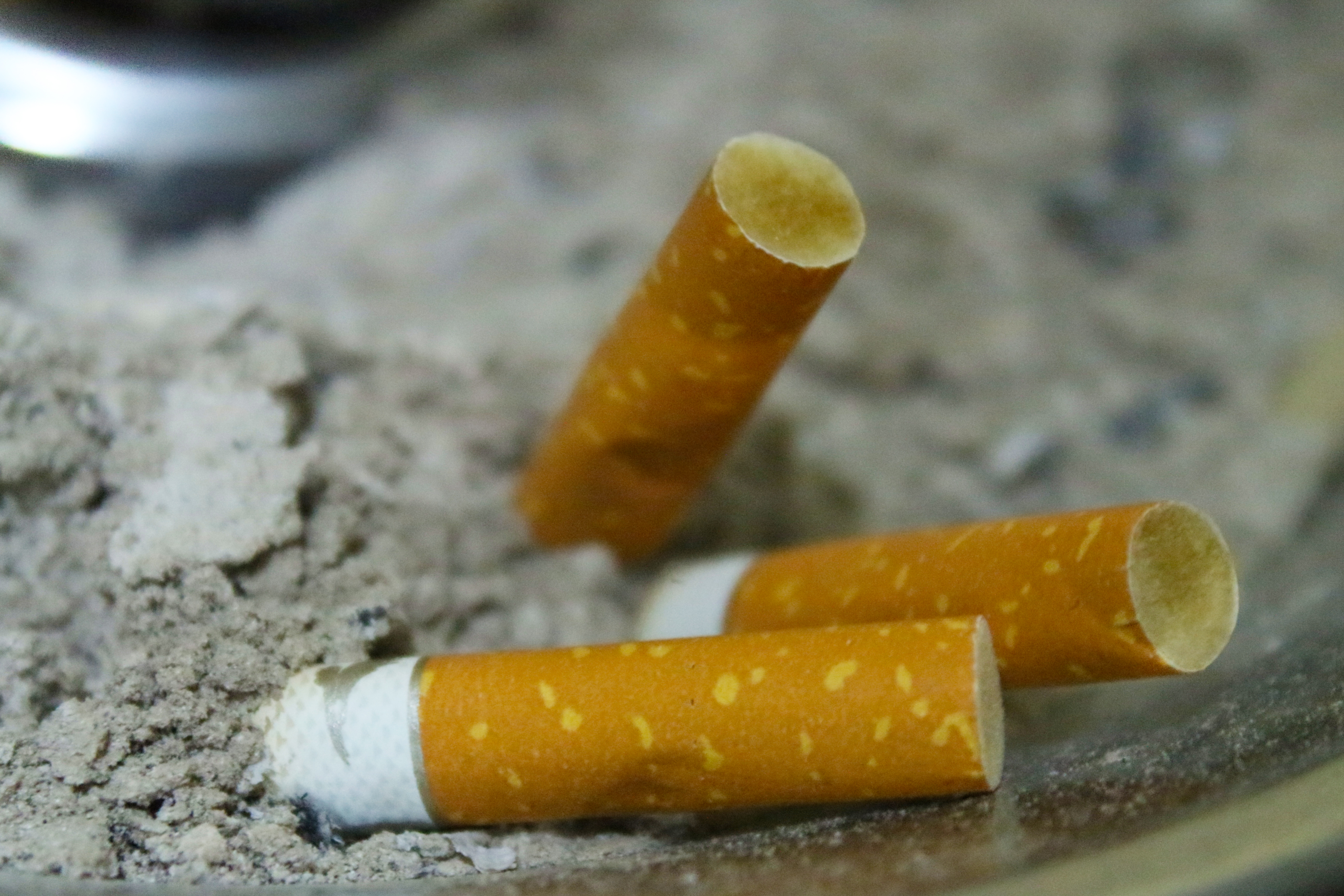
أعقاب سجائر في رماد

الرماد هو مادة تتبقّى بعد احتراق مادة عضوية بالكامل، وهو مادة غير قابلة للاحتراق بمفردها، ولذلك فإن إجراء الفحوصات على الرماد لأغذية محروقة يساعد في التنبؤ بما كانت تحتويه المادة من مواد عضوية قبل الاحتراق. مثال على ذلك رماد الحليب المحترق يحتوي على كالسيوم، وأيضا رماد الطحالب البحرية يحتوي على نسبة كبيرة من اليود. ويتم استعمال الرماد لأغراض مختلفة، منها تخصيب التربة كالرماد المتطاير من المصانع التي تحرق الفحم.